# Nicéforo Zambrano
José Nicéforo Zambrano Cavazos (San Nicolás de los Garza, Nuevo León; 22 de febrero de 1861 - Monterrey, Nuevo León; 20 de septiembre de 1940) fue un político y comerciante mexicano que fue dos veces alcalde de la ciudad de Monterrey, diputado constituyente tras la promulgación de la Constitución de 1917 y gobernador del Estado de Nuevo León.

## Inicios
Nació en la hacienda de Santo Domingo, en el municipio de San Nicolás de los Garza, Nuevo León, el 22 de febrero de 1861, siendo hijo de Don Desiderio Zambrano y María de Jesús Cavazos. De familia humilde, él llegó a gozar de una envidiable posición económica. Desde muy joven se dedicó tenazmente al comercio; fue conductor de los carros que fleteaban mercancías entre Monterrey y Matamoros y entre Parras y Cuatro Ciénegas; hacia 1895 se estableció en esta última población, en donde se ocupó como vitivinicultor.
En Cuatro Ciénegas, Zambrano se casó con María de Jesús Castilla y cultivó estrecha amistad con la familia Carranza. En 1903 regresó a Monterrey, desde donde entabló correspondencia con los hermanos Flores Magón; posteriormente figuró como organizador del Partido Antirreeleccionista.

## Carrera política
En 1912 comenzó su actuación en la vida pública, siendo regidor en el Ayuntamiento regiomontano. Al año siguiente (1913), tomó posesión como alcalde de Monterrey, cargo en el que duró hasta el mes de marzo (y que volvería a ocupar dos años después, en mayo de 1914).
En febrero de 1913 sobrevino en la capital de la República el cuartelazo perpetrado por Victoriano Huerta y Félix Díaz contra el presidente Madero, a raíz de la cual se giraron órdenes de aprehensión contra todos aquellos que participaban en la resistencia y en favor del gobierno legalmente constituido. Entre los afectados estaba el alcalde Zambrano y don Alfredo Pérez, quienes fueron aprehendidos y conducidos a la Ciudad de México, donde se les internó en la penitenciaría.
Reincorporado a la lucha revolucionaria, Nicéforo Zambrano fue liberado por los revolucionarios triunfantes en 1914 y a la vez representó a Nuevo León como diputado ante el Congreso Constituyente de Querétaro. prestó sus servicios al gobierno de Carranza, quien primero lo nombró tesorero general de la nación y luego jefe del Departamento de Papel Moneda Constitucionalista.
Declarado gobernador constitucional de Nuevo León, tomó posesión del cargo el 1 de julio de 1917. Su administración se destacó por el respeto a los derechos políticos de los ciudadanos y por la marcada soberanía de los tres poderes estatales que se ejerció.

## Gobernador de Nuevo León
Al gobernador Zambrano correspondió mandar imprimir la Constitución local del 16 de diciembre de 1917. Además creó el Cuerpo de Seguridad Pública para exterminar a los bandoleros que, aprovechando la situación que había generado el movimiento armado del pueblo, campeaban en el Estado. Logró, asimismo, regularizar muchas funciones del servicio público; por ejemplo, se consideró todo un éxito que el gobierno estatal pagara mutuamente a sus empleados.
Enfrentado a situaciones críticas, el gobierno de Nicéforo Zambrano actuó con diligencia para cubrir las necesidades ingentes. Después de la etapa más álgida de la Revolución, la escasez de artículos de primera necesidad era cotidiana en Nuevo León: muchas fincas habían sido destruidas; la población rural había abandonado el campo y, adicionalmente, para 1917 se padecía un período de sequía que duraba ya cuatro años. Por si esto fuera poco, en 1918 hubo de afrontar epidemias de viruela y de gripe, que sólo en ese año causaron más de 1500 muertes entre la población del Estado. Enfrentado a estas contingencias, Zambrano gestionó ante la oficina de administración de alimentos del gobierno de Estados Unidos que diariamente se importaran a Nuevo León dos furgones de maíz y uno de frijoles.
En un intento por levantar la economía estatal, expidió un decreto en el que se exentaba de impuestos durante cinco años a todo capital que se invirtiera, entre 1918 y 1919, en la agricultura o la introducción de ganado.
A todo ello se sumaban los conflictos obrero-patronales que culminaron con las huelgas en las compañías de luz, de tranvías, de fundición, de minas y de hilados y tejidos. Para dirimir sus diferencias, Zambrano instó a los obreros y patrones a constituir la Junta Central de Conciliación y Arbitraje, que fue creada en marzo de 1918.
Por otra parte, durante la administración de Zambrano se estableció una Junta de Beneficencia Pública, a efecto de auxiliar a los menesterosos, y se dispuso que los artículos de primera necesidad estuvieran al alcance de toda la población, ofertándolos a precios muy reducidos.

## Retiro y muerte
Al término de su gobierno, el 4 de octubre de 1919, entregó el poder al general José E. Santos. Poco después fue nombrado cónsul de México en San Francisco, California, cargo que desempeñó de 1921 a 1922.
Retirado de la vida pública, Nicéforo Zambrano falleció el 20 de septiembre de 1940 en Monterrey, Nuevo León.